# 牟田亀太郎
牟田 亀太郎（むた かめたろう、1875年（明治8年）2月15日 - 1955年（昭和30年）8月9日）は、明治・大正期の軍人。佐賀郡大堂村（現・佐賀市諸富町）出身。最終階級は海軍少将。栄典は従四位勲三等功五級。

## 経歴
1875年、佐賀郡大堂村（現諸富町加与丁）において、父守常、母夕子の長男に生まれる。海軍兵学校を席次4位で卒業（海兵25期）。装甲艦金剛、戦艦富士などへの配属を経て防護巡洋艦橋立の水雷長として日本海海戦にも参加した。その後海軍大学校に進み（海大甲種5期）、防護巡洋艦筑摩艦長、旅順要港部参謀長、戦艦金剛艦長、佐世保海兵団々長を経て1921年（大正10年）海軍少将に昇進。佐世保鎮守府参謀長に就任する。1924年（大正13年）予備役、1933年（昭和8年）後備役、1938年（昭和13年）退役。
軍を退役後、佐賀育英会常務理事を務め子弟の教育振興に当たった。1955年、東京都杉並区で死去。

## 栄典
位階
- 1899年（明治32年）3月10日 - 正八位[1]
- 1900年（明治33年）12月8日 - 従七位[2]
- 1902年（明治35年）12月25日 - 正七位[3]
- 1907年（明治40年）11月30日 - 従六位[4]
- 1913年（大正2年）2月10日 - 正六位[5]
- 1916年（大正5年）12月28日 - 従五位[6]
- 1922年（大正11年）1月20日 - 正五位[7]

勲章
- 1905年（明治38年）11月30日 - 勲六等瑞宝章[8]
- 1906年（明治39年）4月1日 - 功五級金鵄勲章・勲五等双光旭日章・明治三十七八年従軍記章[9]
- 1913年（大正2年）11月28日 - 勲四等瑞宝章[10]
- 1920年（大正9年）11月1日 - 旭日中綬章・大正三年乃至九年戦役従軍記章[11]